# Skoworodniewo
Skoworodniewo (ros. Сковороднево) – wieś (ros. село, trb. sieło) w zachodniej Rosji, centrum administracyjne sielsowietu skoworodniewskiego w rejonie chomutowskim obwodu kurskiego.

## Geografia
Miejscowość położona jest 24 km od centrum administracyjnego rejonu (Chomutowka), 91 km od Kurska.
W granicach miejscowości znajdują się ulice: Sadowaja, Zaria, Szkolnaja, G. P. Goriełowa.

## Demografia
W 2015 r. miejscowość zamieszkiwało 130 osób.

## Atrakcje
- Cerkiew Świętej Trójcy (1820)[2]